# Ciclismo en los Juegos Panamericanos

Ciclismo.

El Ciclismo es uno de los deportes clásicos en el calendario de los Juegos Panamericanos, se disputa desde los juegos inaugurales en 1951, sin haber abandonado nunca el programa.

## Sedes
| Edición | Ciudad           | País                 |
| ------- | ---------------- | -------------------- |
| 1951    | Buenos Aires     | Argentina            |
| 1955    | Ciudad de México | México               |
| 1959    | Chicago          | Estados Unidos       |
| 1963    | São Paulo        | Brasil               |
| 1967    | Winnipeg         | Canadá               |
| 1971    | Cali             | Colombia             |
| 1975    | México           | México               |
| 1979    | San Juan         | Puerto Rico          |
| 1983    | Caracas          | Venezuela            |
| 1987    | Indianápolis     | Estados Unidos       |
| 1991    | La Habana        | Cuba                 |
| 1995    | Mar de Plata     | Argentina            |
| 1999    | Winnipeg         | Canadá               |
| 2003    | Santo Domingo    | República Dominicana |
| 2007    | Río de Janeiro   | Brasil               |
| 2011    | Guadalajara      | México               |
| 2015    | Toronto          | Canadá               |
| 2019    | Lima             | Perú                 |
| 2023    | Santiago         | Chile                |

## Ciclismo de ruta

### Ruta masculino
| Edición | Oro                 | Plata                  | Bronce              |
| ------- | ------------------- | ---------------------- | ------------------- |
| 1951    | Oscar Muleiro       | Oscar Pezoa            | Humberto Varisco    |
| 1955    | Ramón Hoyos         | Benjamín Jiménez       | Alberto Velázquez   |
| 1959    | Ricardo Senn        | Francisco Lozano       | René Deceja         |
| 1963    | Gregorio Carrizalez | Wilde Baridon          | Delmo Delmastro     |
| 1967    | Marcel Roy          | Vicente Chancay        | Heriberto Díaz      |
| 1971    | John Howard         | Luis Carlos Flores     | Jaime Galeano       |
| 1975    | Aldo Arencibia      | Alfonso Flórez Ortiz   | Carlos Cardet       |
| 1979    | Carlos Cardet       | Bernardo Colex         | Gonzalo Marín       |
| 1983    | Luis Rosendo Ramos  | Carlos Mario Jaramillo | Gustavo Parra       |
| 1987    | Luis Rosendo Ramos  | Marcos Mazzaron        | Enrique Campos      |
| 1991    | Robinson Merchán    | Heriberto Rodríguez    | Wanderley Magalhães |
| 1995    | Brian Walton        | Mariano Friedick       | Fred Rodríguez      |
| 1999    | Brian Walton        | Gordon Fraser          | Pedro Pablo Pérez   |
| 2003    | Milton Wynants      | Pedro Pablo Pérez      | José Medina         |
| 2007    | Wendy Cruz          | Emile Abraham          | Luciano Pagliarini  |
| 2011    | Marc de Maar        | Miguel Ubeto           | Arnold Alcolea      |
| 2015    | Miguel Ubeto        | Eric Marcotte          | Guillaume Boivin    |
| 2019    | Maximiliano Richeze | Ignacio Prado          | Bryan Gómez         |
| 2023    | Jhonatan Narváez    | Eduardo Sepúlveda      | Eric Fagúndez       |

### Ruta femenino
- Prueba introducida en 1987.
| Edición | Oro             | Plata                  | Bronce                 |
| ------- | --------------- | ---------------------- | ---------------------- |
| 1987    | Rebecca Twigg   | Inge Thompson-Benedict | Sara Neil              |
| 1991    | Jeanne Golay    | Odalys Toms            | Janice Bolland         |
| 1995    | Jeanne Golay    | Clara Hughes           | Yacel Ojeda            |
| 1999    | Karen Dunne     | Yoanka González        | Janildes Fernandes     |
| 2003    | Yoanka González | Janildes Fernandes     | Yeilin Fernández       |
| 2007    | Yumari González | Belem Guerrero         | Danielys García        |
| 2011    | Arlenis Sierra  | Yumari González        | Yudelmis Domínguez     |
| 2015    | Jasmin Glaesser | Marlies Mejías         | Allison Beveridge      |
| 2019    | Arlenis Sierra  | Teniel Campbell        | Lizbeth Yareli Salazar |
| 2023    | Lauren Sthepens | Miryam Núñez           | Agua Marina Espínola   |

### Contrarreloj masculino
| Edición | Oro                    | Plata             | Bronce              |
| ------- | ---------------------- | ----------------- | ------------------- |
| 1951    | Clodomiro Cortoni      | Hernán Messanes   | Jorge Sobrevila     |
| 1955    | Antonio di Micheli     | Octavio Echeverri | Luis Pedro Serra    |
| 1959    | Anésio Argenton        | David Staub       | Ricardo Senn        |
| 1963    | Carlos Vásquez         | Roger Gibbon      | Anesio Argenton     |
| 1967    | Roger Gibbon           | Jack Simes        | Carlos Vásquez      |
| 1971    | Jocelyn Lowell         | Leslie King       | Harold Halsey       |
| 1975    | Jocelyn Lowell         | David Weller      | Steve Woznick       |
| 1979    | Gordon Singleton       | David Weller      | Richard Thormen     |
| 1983    | Rory O'Reilly          | Marcelo Alexandre | David Weller        |
| 1987    | Curtis Harnett         | Gene Samuel       | Leonard Nitz        |
| 1991    | Gene Samuel            | Erin Hartwell     | Germán García       |
| 1995    | Gil Cordovés           | Erin Hartwell     | Gene Samuel         |
| 1999    | Eric Wohlberg          | Levi Leipheimer   | Márcio May          |
| 2003    | José Serpa             | Chris Baldwin     | Franklin Chacón     |
| 2007    | Santiago Botero        | Matías Médici     | Dominique Rollin    |
| 2011    | Marlon Pérez           | Matías Médici     | Carlos Oyarzún      |
| 2015    | Hugo Houle             | Ignacio Prado     | Sean MacKinnon      |
| 2019    | Daniel Felipe Martínez | Magno Nazaret     | José Luis Rodríguez |
| 2023    | Walter Vargas          | Richard Carapaz   | Conor White         |

### Contrarreloj femenino
- Prueba introducida en 1995.
| Edición | Oro               | Plata             | Bronce             |
| ------- | ----------------- | ----------------- | ------------------ |
| 1995    | Dede Barry        | Yacel Ojeda       | Clara Hughes       |
| 1999    | Elizabeth Emery   | Lyne Bessette     | Mary Holden        |
| 2003    | Kimberly Bruckner | Clara Hughes      | Kristin Armstrong  |
| 2007    | Anne Samplonius   | Giuseppina Grassi | Clemilda Fernandes |
| 2011    | María Luisa Calle | Evelyn García     | Laura Brown        |
| 2015    | Kelly Catlin      | Jasmin Glaesser   | Evelyn García      |
| 2019    | Chloé Dygert      | Teniel Campbell   | Laurie Jussaume    |
| 2023    | Kristen Faulkner  | Arlenis Sierra    | Aranza Villalón    |

## Ciclismo de Pista

### Velocidad Individual

#### Persecución Individual 4.000 m masculino
| Edición              | Oro               | Plata            | Bronce             |
| -------------------- | ----------------- | ---------------- | ------------------ |
| 1951                 | Jorge Vallmitjana | Pedro Salas      | Hernán Llerena     |
| 1967                 | Martín Rodríguez  | Juan Merlos      | Radamés Treviño    |
| 1971                 | Martín Rodríguez  | Juan Merlos      | Francisco Huerta   |
| 1975                 | Balbino Jaramillo | Francisco Huerta | Fernando Vera      |
| 1979                 | Claude Langlois   | Fernando Vera    | Juan Rivera        |
| 1983                 | David Grylls      | José Ruiz        | Gabriel Curuchet   |
| 1987                 | Gabriel Curuchet  | David Brinton    | Patrick Beauchemin |
| 1991                 | Raúl Domínguez    | Dirk Copeland    | Miguel Droguett    |
| 1995                 | Ken Bostick       | Walter Pérez     | Brian Walton       |
| 1999                 | Dylan Casey       | Walter Pérez     | Marlon Pérez       |
| 2003                 | Edgardo Simón     | Marco Arriagada  | Alexander González |
| 2007                 | Enzo Cesario      | Tomás Gil        | Fernando Antogna   |
| evento descontinuado |                   |                  |                    |

#### Persecución Individual 3.000 m femenino
| Edición              | Oro                     | Plata            | Bronce            |
| -------------------- | ----------------------- | ---------------- | ----------------- |
| 1987                 | Rebecca Twigg-Whitehead | Kelly-Ann Carter | Enedilma Poveda   |
| 1991                 | Kendra Kneeland         | Clara Hughes     | Tatiana Fernández |
| 1995                 | Jane Eickhoff           | Yoanka González  | Belén Guerrero    |
| 1999                 | Erin Veenstra           | Yoanka González  | Janildes Silva    |
| 2003                 | María Luisa Calle       | Yoanka González  | Clara Hughes      |
| 2007                 | María Luisa Calle       | Danielys García  | Dalila Rodríguez  |
| evento descontinuado |                         |                  |                   |

#### Sprint individual masculino
| Edición | Oro                 | Plata            | Bronce          |
| ------- | ------------------- | ---------------- | --------------- |
| 1951    | Bandera de ?        | Bandera de ?     | Bandera de ?    |
| 1967    | Bandera de ?        | Bandera de ?     | Bandera de ?    |
| 1971    | Bandera de ?        | Bandera de ?     | Bandera de ?    |
| 1975    | Bandera de ?        | Bandera de ?     | Bandera de ?    |
| 1979    | Bandera de ?        | Bandera de ?     | Bandera de ?    |
| 1983    | Bandera de ?        | Bandera de ?     | Bandera de ?    |
| 1987    | Ken Carpenter       | Mark Gorski      | Curtis Harnett  |
| 1991    | Richard Young       | D. Hiram         | John González   |
| 1995    | Marty Nothstein     | Marcelo Arrue    | Gil Cordovés    |
| 1999    | Marty Nothstein     | Christian Arrue  | Julio Herrera   |
| 2003    | Barry Forde         | Leonardo Narváez | Giddeon Massie  |
| 2007    | Julio César Herrera | Ben Barczewski   | Andy Lakatosh   |
| 2015    | Hugo Barrette       | Njisane Phillip  | Hersony Canelón |
| 2011    | Hersony Canelón     | Fabián Puerta    | Njisane Phillip |

#### Sprint individual femenino
| Edición | Oro                     | Plata             | Bronce              |
| ------- | ----------------------- | ----------------- | ------------------- |
| 1987    | Connie Paraskevin-Young | Renee Duprel      | Olga Ruyol          |
| 1991    | Tanya Dubnicoff         | Julie Gregg       | Jessica Grieco      |
| 1995    | Tanya Dubnicoff         | Connie Paraskevin | Nancy Contreras     |
| 1999    | Tanya Dubnicoff         | Jennie Reed       | Karelia Machado     |
| 2003    | Tanya Lindenmuth        | Daniela Larreal   | Chris Witty         |
| 2007    | Diana García Orrego     | Lizandra Guerra   | Arianna Herrera     |
| 2015    | Monique Sullivan        | Kate O'Brien      | Juliana Gaviria     |
| 2011    | Lisandra Guerra         | Daniela Larreal   | Diana García Orrego |

### Persecución por equipos

#### Persecución 4.000 m masculino
| Edición | Oro                                                                                  | Plata                                                                                 | Bronce                                                                    |
| ------- | ------------------------------------------------------------------------------------ | ------------------------------------------------------------------------------------- | ------------------------------------------------------------------------- |
| 1951    | Argentina                                                                            | Chile                                                                                 | Venezuela                                                                 |
| 1955    | Argentina                                                                            | Uruguay                                                                               | México                                                                    |
| 1959    | Estados Unidos                                                                       | Uruguay                                                                               | Argentina                                                                 |
| 1963    | Uruguay                                                                              | Argentina                                                                             | México                                                                    |
| 1967    | Argentina                                                                            | México                                                                                | Estados Unidos                                                            |
| 1971    | Colombia                                                                             | Argentina                                                                             | Estados Unidos                                                            |
| 1975    | Estados Unidos                                                                       | Colombia                                                                              | México                                                                    |
| 1979    | Chile                                                                                | Cuba                                                                                  | Argentina                                                                 |
| 1983    | Estados Unidos                                                                       | Cuba                                                                                  | Brasil                                                                    |
| 1987    | Estados Unidos                                                                       | Argentina                                                                             | Brasil                                                                    |
| 1991    | Cuba                                                                                 | Estados Unidos                                                                        | Argentina                                                                 |
| 1995    | Estados Unidos                                                                       | Cuba                                                                                  | Brasil                                                                    |
| 1999    | Estados Unidos                                                                       | Cuba                                                                                  | Argentina                                                                 |
| 2003    | Chile · Luis Sepulveda · Marco Arriagada · Antonio Cabrera · Enzo Cesario            | Argentina Ángel Coria Guillermo Brunetta Walter Pérez Edgardo Simón                   | Colombia · Alexander González · José Serpa · Arles Castro · Juan Forero   |
| 2007    | Chile · Enzo Cesario · Marco Arriagada · Luis Sepulveda · Gonzalo Miranda            | Colombia · Carlos Alzate · Juan Forero · Arles Castro · Jairo Pérez                   | Venezuela · Tomás Gil · Richard Ochoa · Jaime Rivas · Franklin Chacón     |
| 2011    | Colombia · Juan Esteban Arango · Edwin Ávila · Arles Castro · Weimar Roldán          | Chile · Antonio Cabrera · Gonzalo Miranda · Pablo Seisdedos · Luis Fernando Sepúlveda | Argentina Maximiliano Almada Marcos Crespo Walter Pérez Eduardo Sepúlveda |
| 2015    | Colombia · Fernando Gaviria · Juan Esteban Arango · Arles Castro · Jhonatan Restrepo | Argentina Mauro Agostini Maximiliano Richeze Juan Darío Merlos Adrián Richeze         | Canadá · Eric Johnstone · Sean Mackinnon · Rémi Pelletier · Edward Veal   |

#### Persecución 3.000 m femenino
| Edición | Oro                                                                     | Plata                                                                   | Bronce                                                                 |
| ------- | ----------------------------------------------------------------------- | ----------------------------------------------------------------------- | ---------------------------------------------------------------------- |
| 2011    | Canadá · Laura Brown · Jasmin Glaesser · Stephanie Roorda               | Cuba · Yudelmis Domínguez · Yoanka González · Dalila Rodríguez          | Colombia · María Luisa Calle · Serika Guluma · Lorena Vargas           |
| 2015    | Canadá · Allison Beveridge · Laura Brown · Jasmin Glaesser · Kirsti Lay | Estados Unidos Jennifer Valente Sarah Hammer Kelly Catlin Lauren Tamayo | México · Sofía Arreola · Ingrid Drexel · Mayra Rocha · Lizbeth Salazar |

### Velocidad por equipos

#### Sprint masculino
| Edición | Oro                                                        | Plata                                                          | Bronce                                                                               |
| ------- | ---------------------------------------------------------- | -------------------------------------------------------------- | ------------------------------------------------------------------------------------ |
| 1999    | Estados Unidos Marcelo Arrue Johnny Barios Marty Nothstein | Cuba · Joel Gelabert · Yosmani Rodríguez · Julio César Herrera | Argentina Sebastián Alexandre Marcelo Ammendolia Juan Haedo                          |
| 2003    | Cuba · Ahmed López · Reinier Cartaya · Yosmani Poll        | Colombia · Rodrigo Barros · Jonathan Marín · Leonardo Narváez  | Venezuela · Alexander Cornieles · Rubén Osorio · Jhonny Hernández                    |
| 2007    | Cuba · Ahmed López · Julio César Herrera · Yosmani Poll    | Venezuela · Hersony Canelón · Andris Hernández · César Marcano | Colombia · Leonardo Narváez · Hernán Sánchez · Marzuki Mejia                         |
| 2011    | Venezuela · Hersony Canelón · César Marcano · Ángel Pulgar | Estados Unidos Michael Blatchford Dean Tracy James Watkins     | Colombia · Jonathan Marín · Fabián Puerta · Christian Tamayo                         |
| 2015    | Canadá · Hugo Barrette · Evan Carey · Joseph Veloce        | Venezuela · Hersony Canelón · César Marcano · Ángel Pulgar     | Brasil · Flavio Cipriano · Kacio Fonseca da Silva Freitas · Hugo Vasconcellos Osteti |

#### Sprint femenino
| Edición | Oro                                             | Plata                                            | Bronce                                    |
| ------- | ----------------------------------------------- | ------------------------------------------------ | ----------------------------------------- |
| 2011    | Venezuela · Daniela Larreal · Mariestela Vilera | Colombia · Diana García Orrego · Juliana Gaviria | México · Nancy Contreras · Luz Gaxiola    |
| 2015    | Canadá · Kate O'Brien · Monique Sullivan        | Cuba · Marlies Mejías · Lisandra Guerra          | Colombia · Diana García · Juliana Gaviria |

### Keirin

#### Keirin masculino
- Prueba introducida en 1999.
| Edición | Oro              | Plata           | Bronce          |
| ------- | ---------------- | --------------- | --------------- |
| 1999    | Marty Nothstein  | John González   | Mario Joseph    |
| 2003    | Barry Forde      | Giddeon Massie  | Rubén Osorio    |
| 2007    | Leonardo Narváez | Cam Mackinnon   | Leandro Botasso |
| 2011    | Fabian Puerta    | Hersony Canelón | Leandro Botasso |
| 2015    | Fabian Puerta    | Hersony Canelón | Hugo Barrette   |

#### Keirin femenino
- Prueba introducida en 2003.
| Edición | Oro                 | Plata               | Bronce              |
| ------- | ------------------- | ------------------- | ------------------- |
| 2003    | Tanya Lindenmuth    | Daniela Larreal     | Yumari González     |
| 2007    | Prueba no disputada | Prueba no disputada | Prueba no disputada |
| 2011    | Daniela Larreal     | Luz Daniela Gaxiola | Dana Feiss          |
| 2015    | Monique Sullivan    | Lisandra Guerra     | Juliana Gaviria     |

### Ómnium

#### Ómnium masculino
| Edición | Oro                 | Plata         | Bronce           |
| ------- | ------------------- | ------------- | ---------------- |
| 2011    | Juan Esteban Arango | Luis Mansilla | Walter Pérez     |
| 2015    | Fernando Gaviria    | Ignacio Prado | Gideoni Monteiro |

#### Ómnium femenino
| Edición | Oro            | Plata           | Bronce         |
| ------- | -------------- | --------------- | -------------- |
| 2011    | Angie González | Sofia Arreola   | Marlies Mejias |
| 2015    | Sarah Hammer   | Jasmin Glaesser | Marlies Mejías |

## Carrera de BMX

### BMX masculino
| Edición | Oro              | Plata           | Bronce                 |
| ------- | ---------------- | --------------- | ---------------------- |
| 2007    | Jason Richardson | Jonathan Suárez | José Primera           |
| 2011    | Connor Fields    | Nicholas Long   | Andrés Jiménez Caicedo |
| 2015    | Tory Nyhaug      | Alfredo Campo   | Nicholas Long          |

### BMX femenino
| Edición | Oro             | Plata             | Bronce        |
| ------- | --------------- | ----------------- | ------------- |
| 2007    | Gabriela Díaz   | Ana Flávia Sgobin | Kimmy Diquez  |
| 2011    | Mariana Pajón   | Arielle Martin    | Gabriela Díaz |
| 2015    | Felicia Stancil | Doménica Azuero   | Mariana Díaz  |

## Ciclismo de montaña(Mountain Bike)

### Cross-country masculino
| Edición | Oro             | Plata               | Bronce           |
| ------- | --------------- | ------------------- | ---------------- |
| 1995    | Tinker Juarez   | Andrés Brenes       | Sandro Miranda   |
| 1999    | Steve Larsen    | Carl Swenson        | Chris Sheppard   |
| 2003    | Jeremiah Bishop | Edivandro Cruz      | Deiber Esquivel  |
| 2007    | Adam Craig      | Rubens Valeriano    | Dario Gasco      |
| 2011    | Leonardo Páez   | Maximilliam Plaxton | Jeremiah Bishop  |
| 2015    | Raphaël Gagné   | Catriel Soto        | Stephen Ettinger |

### Cross-country femenino
| Edición | Oro               | Plata             | Bronce           |
| ------- | ----------------- | ----------------- | ---------------- |
| 1995    | Alison Sydor      | Juliana Furtado   | Jimena Florit    |
| 1999    | Alison Dunlap     | Alison Sydor      | Jimena Florit    |
| 2003    | Jimena Florit     | Mary McConneloug  | Francisca Campos |
| 2007    | Catharine Pendrel | Mary McConneloug  | Laura Morfin     |
| 2011    | Heather Irminger  | Laura Morfín      | Amanda Sin       |
| 2015    | Emily Batty       | Catherine Prendel | Erin Kuck        |

## BMX estilo libre(Freestyle)

### Park masculino
| Edición | Oro          | Plata       | Bronce        |
| ------- | ------------ | ----------- | ------------- |
| 2019    | Daniel Dhers | José Torres | Justin Dowell |

### Park femenino
| Edición | Oro            | Plata                  | Bronce        |
| ------- | -------------- | ---------------------- | ------------- |
| 2019    | Hannah Roberts | Macarena Perez Grasset | Agustina Roth |

## Medallero
Actualizado Toronto 2015
| Núm.  | País                  | Oro | Plata | Bronce | Total |
| ----- | --------------------- | --- | ----- | ------ | ----- |
| 1     | Estados Unidos        | 50  | 34    | 22     | 106   |
| 2     | Canadá                | 31  | 13    | 18     | 62    |
| 3     | Colombia              | 24  | 19    | 18     | 61    |
| 4     | Argentina             | 23  | 21    | 26     | 70    |
| 5     | Cuba                  | 16  | 26    | 25     | 67    |
| 6     | Venezuela             | 10  | 12    | 14     | 36    |
| 7     | Chile                 | 5   | 9     | 9      | 23    |
| 8     | Uruguay               | 5   | 6     | 7      | 18    |
| 9     | Trinidad y Tobago     | 5   | 5     | 3      | 13    |
| 10    | México                | 3   | 20    | 15     | 38    |
| 11    | Barbados              | 2   | 0     | 0      | 2     |
| 12    | Brasil                | 1   | 6     | 11     | 18    |
| 13    | Antillas Neerlandesas | 1   | 0     | 0      | 1     |
| 13    | República Dominicana  | 1   | 0     | 0      | 1     |
| 15    | Jamaica               | 0   | 2     | 2      | 4     |
| 16    | Ecuador               | 0   | 2     | 0      | 2     |
| 17    | Costa Rica            | 0   | 1     | 1      | 2     |
| 17    | El Salvador           | 0   | 1     | 1      | 2     |
| 19    | Guatemala             | 0   | 1     | 0      | 1     |
| 20    | Perú                  | 0   | 0     | 2      | 2     |
| 21    | Bolivia               | 0   | 0     | 1      | 1     |
| 21    | Puerto Rico           | 0   | 0     | 1      | 1     |
| Total | Total                 | 177 | 178   | 176    | 531   |